# Ingrid Thobois
Ingrid Thobois est une romancière française née en 1980 à Rouen.

## Biographie
Ingrid Thobois a enseigné le français en Afghanistan, une expérience qui lui a inspiré son roman Le roi d'Afghanistan ne nous a pas mariés. Elle a aussi été reporter en Iran et à Haïti. Elle a participé à des missions de développement et d'observation électorale dans plusieurs pays (Moldavie, Azerbaïdjan, Indonésie, etc.). Elle est aussi l'auteur de plusieurs romans.
En 2017, à l'occasion du Festival « concordan(s)e » à la Maison de la Poésie à Paris, elle crée une pièce avec le chorégraphe Gilles Vevièpe, L'Architecture du hasard.

## Œuvres
- Le roi d'Afghanistan ne nous a pas mariés : roman, Paris, Éditions Phébus, 2007, 160 p. (ISBN 978-2-7529-0257-3)Prix du premier roman en 2007.
- Le Simulacre du printemps, photographies de Frédéric Lecloux, éd. Le Bec en l'air, 2008.
- L'Ange anatomique : roman, Paris, Éditions Phébus, 2008, 192 p. (ISBN 978-2-7529-0352-5)
- Sollicciano : roman, Paris, Éditions Zulma, 2011, 224 p. (ISBN 978-2-84304-565-3)
- Le Plancher de Jeannot : fiction librement inspirée de l'histoire du "Plancher de Jeannot", Paris, Buchet/Chastel, 2015, 80 p. (ISBN 978-2-283-02845-2)
- Miss Sarajevo, Paris, Buchet/Chastel, 2018, 224 p. (ISBN 978-2-283-03095-0)
- La Fin du voyage, Genève, Labor et Fides, 2022, 120p.  (ISBN 978-2-8309-1795-6)
- La maternité, qu'est-ce que ça change?, Genève, Labor et Fides, 2024  (ISBN 978-2-8309-1844-1)

Livres jeunesse
- Nassim et Nassima  (ill. Judith Gueyfier), Voisins-le-Bretonneux, Rue du monde, 2009
- Tao et Léo  (ill. Judith Gueyfier), Voisins-le-Bretonneux, Éditions Rue du Monde, 2011, 111 p. (ISBN 978-2-35504-155-6)
- Brunhilde d'en face, Paris, éditions Thierry Magnier, coll. « Petite Poche », 2012[5]
- Recto verso, photographies de Teobaldi, éd. Thierry Magnier, coll. « Photoroman », 2012[6]
- Les sorciers meurent aussi, éd. Livres du Monde, 2013[7], autour de l’œuvre et des voyages de Nicolas Bouvier.
- Des fourmis dans les jambes : Petite biographie de Nicolas Bouvier  (ill. Géraldine Alibeu), Genève, La Joie de lire, 2015, 44 p. (ISBN 978-2-88908-275-9)[3]
- Amir et Marlène : Coup de foudre en 6e  (ill. Gaël Henry), Paris, Sarbacane, coll. « Pepix », 2018, 237 p. (ISBN 978-2-37731-072-2)[8]